# Tetsuji Miwa
Tetsuji Miwa (三輪 哲二, Miwa Tetsuji ; né le 10 février 1949 à Tokyo) est un mathématicien japonais, spécialisé en physique mathématique.

## Carrière
Miwa obtient sa licence en 1971 et sa maîtrise en 1973 à l'université de Tokyo. Il étudie l’analyse microlocale et les hyperfonctions au début des années 1970 sous l'influence de Mikio Satō et Masaki Kashiwara. En 1973, Miwa rejoint l'Institut de recherches pour les sciences mathématiques (RIMS) de l'université de Kyoto et les mathématiciens de l'école mathématiciens de l'école Satō. Il obtient son doctorat en 1981 à l'université de Kyoto. Il y est assistant de recherche de 1973 à 1984, professeur associé de 1984 à 1993 et professeur titulaire à partir de 1993,. Il occupe également un poste en tant que professeur au RIMS. Il prend sa retraite comme professeur émérite en 2013.

## Travaux de recherche
Avec Mikio Satō et Michio Jimbo, Miwa a découvert dans les années 1970 un lien avec les déformations monodromiques (isomonodromies) des équations différentielles linéaires et des fonctions de corrélation dans le modèle d'Ising. Avec Jimbō, il a ensuite étudié les déformations isomonodromiques générales des équations différentielles linéaires. Cette approche mathématique des équations différentielles linéaires avait été initiée au début du XXe siècle par Ludwig Schlesinger.
Miwa a étudié, avec Jimbō et Etsuro Date, le rôle des algèbres de Lie affines dans les équations solitons et, avec Jimbō, le rôle des groupes quantiques dans les modèles de réseaux résolubles exactement de la mécanique statistique.

## Distinctions
Miwa et Michio Jimbō ont reçu ensemble en 1987 le prix d'automne de la Société mathématique du Japon et en 1999 le prix Asahi.
En 1986, Miwa est conférencier invité au congrès international des mathématiciens (ICM) à Berkeley avec une conférence intitulée Integrable lattice models and branching coefficients. En 1998, il a donné une conférence plénière intitulée  Solvable Lattice Models and Representation Theory of Quantum Affine Algebras au congrès international des mathématiciens  de Berlin.
En 2013, Miwa a reçu, conjointement avec Michio Jimbō, le prix Dannie-Heineman de physique mathématique pour « les développements profonds des systèmes intégrables et leurs fonctions de corrélation en mécanique statistique et en théorie quantique des champs, utilisant des groupes quantiques, l'analyse algébrique et la théorie de la déformation ».

## Publications (sélection)
- Éditeur, avec Masaki Kashiwara, Physical Combinatorics, Birkhäuser 2000,  (ISBN 3-7643-4175-0) /  (ISBN 0-8176-4175-0)
- Avec Michio Jimbō et Etsurō Date, Solitons: differential equations, symmetries and infinite dimensional algebras, Cambridge University Press 2000,  (ISBN 0-521-56161-2).
- Avec Michio Jimbō, Algebraic analysis of solvable lattice models, American Mathematical Society 1993,  (ISBN 0-8218-0320-4)
- Avec Michio Jimbō, « Solitons and infinite dimensional Lie algebras », Publications RIMS, vol. 19, 1983, p. 943–1001, DOI 10.2977/prims/1195182017
- H. Boos, M. Jimbo, T. Miwa et F. Smirnov, « A recursion formula for the correlation functions of an inhomogeneous XXX model (Original: Algebra I Analiz, Tom 17 (2005), Nomer 1) », St. Petersburg Math. J., vol. 17,‎ 2006, p. 85–117 (DOI 10.1090/S1061-0022-06-00894-6)